# 제로 (비디오 게임 시리즈)
《제로》(Zero, Fatal Frame, ゼロ)는 테크모에서 제작한 공포 어드벤처 게임 시리즈로서, 동양적 공포 게임의 대표작이다. 일본에서 3편까지 제작되어 발매되었으며, 한국에는 1편과 2편이 발매되어 있다. 주인공은 영(靈)의 힘을 가두는 능력이 있는 사영기를 이용하여 혼령들과 싸워나가며, 오랜 옛날 일어난 비극에 얽힌 비밀들을 풀어나가는 게임이다.
다른 이름: 零("제로", 일본), Fatal Frame(북미), Project Zero(유럽)

## 시리즈

### 제로
1986년 9월 26일, 히나사키 마후유는 자신의 은인인 행방불명된 작가 타카미네 준세이씨를 찾아 히무로 저택에 들어가나, 그 역시 행방불명이 된다. 그 후, 마후유의 유일한 가족인 여동생 미쿠는 오빠의 행방을 찾아 히무로 저택을 찾는다. 제령 능력을 지닌 카메라를 손에 든 미쿠는 저택 안에서 보이는 오빠의 뒷모습을 쫓는다.
이 게임은 일본의 히무로 저택에 관한 실화를 바탕으로 하고 있다. 이 저택에서는 수십 년 전 한 가족과 친구들이 참혹한 죽음을 맞이했다고 한다.
이 게임은 플레이스테이션2 용으로 제작되었으며, Xbox로도 이식되어 발매되었다. Xbox용 버전은 주인공의 기모노 의상과 새로운 엔딩이 추가되었으며, 그래픽적으로 개선이 있었다. 일본과 국내에 발매된 Xbox용은 북미버전 제목인 Fatal Frame를 사용하고 있다.
일본에서 발매된 원작은 일본어 음성으로 제작되어 있으나, 국내에 발매된 버전은 북미버전을 기준으로 제작되어 영어 음성만을 수록하고 있으며, 주인공 미쿠의 신장 및 복장이 북미버전과 동일하다. 국내에는 SCEK에서 제로 라는 제목으로 플레이스테이션2용을 발매하였으며, 한글 자막이 포함되어 있다. Xbox버전은 한국 마이크로소프트에서 발매하였으며, 영어 자막을 제공하고 있다.

### 제로 붉은 나비
쌍둥이 자매 마유와 미오는 어렸을 적 놀았던 골짜기를 찾아 온다. 이 골짜기는 댐 건설로 인해 곧 사라질 예정이었다. 어렸을 때 마유는 이 부근에서 발을 헛디뎌, 그때까지도 그 부상으로 다리를 절고 있었다. 옛날 일을 생각하던 미오가 주위를 둘러 보았을 때, 마유는 한 붉은 나비에 이끌려 산 속으로 들어가고 있었다. 마유를 쫓아 미오가 들어간 곳은 지도에서 사라진 마을, 미나카미였다.
주인공인 미쿠 혼자서 게임을 진행하는 1편과 달리, 2편에서는 플레이어는 주인공 미오를 조종하지만 쌍둥이 언니인 마유와 함께 스토리를 진행하는 때가 많다. 마유는 미오를 따라다니며, 영과의 전투가 벌어질 때에 영이 마유를 공격할 수 있으므로 미오가 보호해 주어야 한다. 사영기는 기본적으로 1편과 동일하나, 1편의 사영기는 영을 오랫동안 바라보아 영력을 축적하는 데 반해 2편에서는 축적 시간이 거의 없이 셔터 타이밍으로 제령 능력이 결정되어 전투의 페이스가 빨라졌다. 사영기의 특수능력은 업그레이드시 포인트와 염주를 사용하며, 특수능력의 사용시에는 제령시 축적한 영력을 사용하도록 변경되었다. 쌍둥이 언니와 함께 다니는 것과, 영의 등장시에 프리렌더링 동영상을 자주 사용하는 것으로 인해 1편에 비해 무섭지 않다는 평이 많다. 엔딩은 난이도에 따라 두 가지가 있다.
엔딩곡의 제목은 "蝶"(접:나비)이며, 가수 아마노 츠키코가 작사 및 작곡하였다. 일본에서 맥시 싱글 앨범 "蝶"에 수록되어 발매되었으며, 국내에도 발매된 "천룡" 앨범에도 수록되어 있다.
플레이스테이션2용은 일본에서 2003년 11월 27일에 발매되었으며, 국내에는 2004년 6월 24일에 발매되었다. 한국판은 SCEK에서 발매하였으며, 일어 음성에 한글 자막을 사용하였다. Xbox용으로 이식되어 "감독판"이라는 수식어를 달고 발매되었으며, 국내에는 한국 마이크로소프트에서 발매하였다. 국내용 Xbox 버전은 영어 음성과 영어 자막을 사용하였다. Xbox용 버전에는 많은 복장들이 추가되었으며, FPS모드, 새로운 영, 새로운 엔딩이 추가되었다.
다른 이름: 零〜紅い蝶〜(일본, 플레이스테이션2용), Fatal Frame II: Crimson Butterfly (북미, 플레이스테이션2용), Project Zero II: Crimson Butterfly (유럽), Fatal Frame II: Crimson Butterfly Director's Cut (일본&북미, Xbox용)

### 제로 문신의 목소리
사진가인 쿠로사와 레이는 귀신이 나온다는 저택의 취재를 의뢰받고 조수 히나사키 미쿠와 함께 저택 안의 사진을 찍는다. 저택의 복도의 사진을 찍던 중, 레이는 죽은 애인인 유우의 모습을 보게 된다. 유우의 모습을 쫓아 저택안을 헤매이는 레이에게 알 수 없는 영상들이 나타난다. 백일몽에서 깨어난 레이는 그것이 꿈이었음을 알게 되지만, 현상한 필름에는 유우의 모습이 찍혀 있었다. 그리고, 그 날부터 레이는 잠 들 때마다 똑같은 저택의 꿈을 꾸게 되고, 잠에서 깰 때마다 레이의 몸에는 격렬한 아픔과 함께 문신의 모양이 점점 퍼져 나간다...
제로 시리즈의 3편인 이 작품은 여전히 1,2편에서 사용된 사영기를 사용하고 있다. 사영기의 제령방식은 1편과 2편의 방식을 모두 취하고 있어, 사영기로 영을 바라보는 동안 영력이 사영기에 축적되며, 셔터 타이밍에 따라 제령 능력이 높이 올라가고 콤보 공격이 가능해진다.
주인공은 이번 작에서 새로 등장한 쿠로사와 레이로서, 자신이 운전하던 차의 사고로 애인과 사별한 사진가이다. 게임의 진행에 따라 레이 외에 두 명의 캐릭터로 플레이할 수 있는데, 한 명은 레이의 조수이자 1편의 주인공인 히나사키 미쿠이며, 또 한 명은 유우의 친구인 아마쿠라 케이이다. 케이는 2편의 주인공인 미오,마유 자매의 삼촌이며, 3편에서 조카 마유의 실종을 조사하는 캐릭터로 등장한다. 미쿠는 제령능력이 레이보다 높으며 사용할 수 있는 카메라의 특수기능이 적고, 케이는 영과 전투를 벌이는 제령능력은 매우 낮으며, 영을 피해 숨거나 무거운 물건을 옮길 수 있는 능력을 가지고 있다.
엔딩은 두 가지가 있으며, 두 번째 엔딩은 게임을 한 번 클리어 한 후 2회차 플레이시부터 볼 수 있다. 두 번째 엔딩을 보려면 게임내의 특수한 조건을 만족시켜야 하며, 난이도 선택과는 관련없이 볼 수 있다. 엔딩곡의 제목은 "聲"(목소리)이며, 가수 아마노 츠키코가 작사 및 작곡하였다. 엔딩곡은 맥시 싱글 "聲"에 수록되었으며, 게임 발매 하루 전인 2005년 7월 27일에 발매되었다.
2005년 7월 28일에 일본에서 플레이스테이션2용으로 발매되었다. 국내에의 발매 계획은 없는 것으로 알려져 있다. 1,2편과는 달리 Xbox용 이식 계획도 없는 것으로 잡지 인터뷰에 나타나 있다. 북미지역에는 2005년내에 발매될 예정이다.
일본판의 제목은 零〜刺青ノ聲〜이며, 제로 문신의 목소리는 이를 번역한 것이다.
그외에도 닌텐도 Wii로 발매된 '월식의 가면' 과 붉은 나비 리메이트 버전인 '진홍의 나비가' 있다.
| 게임                                   | 메타크리틱                              |
| -------------------------------------- | --------------------------------------- |
| 제로                                   | (PS2) 74/100 (Xbox) 77/100              |
| 제로 2                                 | (PS2) 81/100 (Wii) 77/100 (Xbox) 84/100 |
| 제로 3                                 | (PS2) 78/100                            |
| Fatal Frame: Mask of the Lunar Eclipse | (Wii) 76%                               |
| 심령카메라 : 빙의된 수첩               | (3DS) 54/100                            |
| 제로 : 메이든 오브 블랙워터            | (WIIU) 67/100                           |